# Anton Pannekoek
Anton Pannekoek, né le 2 janvier 1873 à Vaassen (Pays-Bas) et mort le 28 avril 1960 à  Wageningue, est un astronome, astrophysicien et théoricien marxiste néerlandais.
Il participe au développement du mouvement communiste aux Pays-Bas et en Allemagne et devient dans les années 1920 une figure du communisme de conseils, opposé aux conceptions de Lénine.

## Biographie
Militant de l'aile gauche de la IIe Internationale, ses positions le rapprochent de Rosa Luxemburg. Son courant de pensée a été appelé « Gauche germano-hollandaise ».
Dès 1914 et quoique néerlandais, il aurait été l'un des « théoriciens marxistes les plus appréciés en Allemagne ».
Opposant résolu à la Première Guerre mondiale, il rejoint dès 1919 la Troisième Internationale, dont il est exclu en 1921 en raison de ses positions de « communiste de gauche » et de son opposition à l'autoritarisme de Lénine.
Communiste de conseil, il rejette le stalinisme dès son apparition, convaincu d'emblée que ce courant n'a plus de rapport avec le marxisme. Il considère le régime de l'URSS non comme une forme de socialisme, même déformée, mais comme un capitalisme d'État. Il estime, comme Karl Marx et Rosa Luxemburg, que le communisme ne peut résulter que d'un processus révolutionnaire, aboutissant à un accroissement considérable de la démocratie et à la collectivisation des moyens de production. Il propose notamment d'étendre les libertés, de responsabiliser les individus afin de prévenir les dérives autoritaires d'une minorité (que serait l'avant-garde prônée par Lénine).
Pendant la Seconde Guerre mondiale il rédige son ouvrage majeur, Les Conseils ouvriers, publié en 1946 en deux parties sous le pseudonyme de P. Aartsz. En 1944, alors qu'il rédige cet ouvrage, la plus grande partie de ses archives brûle lors de la bataille d'Arnhem. Pannekoek restera fidèle à ses convictions et correspondra par exemple avec Cornelius Castoriadis. Son autobiographie Souvenirs est parue 22 ans plus tard aux Pays-Bas.
Il a suivi des études scientifiques, obtenant son doctorat en 1902. Professeur au sein de l'université d'Amsterdam, il y a fondé un Institut d'astronomie qui porte aujourd'hui son nom. Docteur honoris causa de l'université Harvard, il a reçu en 1951 la médaille d'or de la Royal Astronomical Society. Un cratère lunaire de 71 km de diamètre porte son nom, ainsi que l'astéroïde (2378) Pannekoek. Il est également l'auteur d'une Histoire de l'astronomie, publiée en néerlandais puis traduite en anglais.
Associant photographies, annotations, diagrammes et dessins, il a développé une méthode permettant de représenter la Voie lactée. Considérant qu'aucune représentation ne nous rapproche mieux de la vérité que si l'on prend conscience que notre perception nous trompe, il préférait mettre à distance la photographie sans pour autant la négliger comme outil d'observation. Cette recherche aboutit à des planches d'une beauté plastique et poétique indéniable, alors qu'elles sont menées avec la plus grande rigueur scientifique.

## Participation au mouvement socialiste marxiste avant 1914
Pannekoek adhère au Sociaal-Democratische Abeiderpartij (Parti ouvrier social-démocrate hollandais) en 1901.
Il se retrouve dès le début dans l'aile gauche de ce parti, aux côtés notamment de Herman Gorter et Henriette Roland-Holst.
En 1903 de grandes grèves éclatent aux Pays-Bas ; elles entrainent une accentuation de l'opposition entre gauche et droite dans le Parti. La gauche fonde De Tribune en 1907. En 1909 la scission est consommée. Le nouveau parti, le Sociaal-Democratisch partij (Parti social-démocrate) ne compte que quatre cents membres. Ce parti prônait des campagnes d'agitation en milieu ouvrier et une attitude de contestation pure et simple au Parlement.
Pannekoek, qui s'était déjà taillé une forte réputation de théoricien, ne participa pas sur place à ces événements car il était parti pour l'Allemagne en 1906, abandonnant pour un temps sa carrière universitaire. Il devait donner des cours à l'école que le Parti social-démocrate venait de créer à Berlin. La police prussienne s'y opposa (satisfaisant du même coup les désirs plus ou moins avoués de la droite du Parti qui trouvait Pannekoek "doctrinaire").
Pannekoek dut donc devenir propagandiste, journaliste et conférencier, rétribué par le Parti. Sa réputation de théoricien ne fit que grandir.
Outre l'insistance qu'il met sur la nécessité de la conscience de classe dans la lutte révolutionnaire, il critique la pratique et la théorie officielle du Parti social-démocrate. Il y voit l'influence des classes moyennes.
Pannekoek énonce même une théorie de l'aristocratie ouvrière, qui a fait voir en lui un précurseur de Lénine sur ce point (théorie qu'il a abandonné par la suite, pour insister davantage sur la division du prolétariat en catégories par le système capitaliste, division qui aide au maintien de l'exploitation par son côté anti-unitaire). Il fait également remarquer qu'à l'Est, la bourgeoisie naissante cherche à adapter le socialisme à ses propres intérêts. À ces évolutions il faut selon lui répondre par une exaltation de l'action de masse qui est le facteur de cohésion qui permettra le développement des forces nécessaires.
En 1910 des luttes actives accompagnées de manifestations de rue renforcent la gauche, du moins dans les grandes villes. A Brème celle-ci est fortement implantée et détient le journal Bremer Burger Zeitung, auquel Pannekoek participe avec Karl Radek et Johann Knief. À la même époque Rosa Luxemburg commence une polémique contre Karl Kautsky : elle préconise la lutte pour une République en Allemagne, et le recours à la grève de masses. Pannekoek relance la discussion en publiant, en 1912, un article dans la Neue Zeit, l'organe théorique du Parti : Action de masse et Révolution. La contribution de Pannekoek dans cette polémique fut aussi marquante que celle de Rosa Luxemburg, en ce qu'elle forçait Kautsky à se « démasquer », à prôner ouvertement la tactique suivie par la social-démocratie, c'est-à-dire : faire mener la lutte par des délégués responsables, prenant des décisions, négociant avec les autorités au nom des masses, ne faisant que de temps en temps appel à l'action de celles-ci pour soutenir leur action propre.
La polémique fut suivie avec attention par Lénine qui y fait allusion dans L'État et la Révolution, à la fois en félicitant Pannekoek mais aussi en l'accusant de manquer d'esprit pratique et d'ignorer les enseignements de la Commune de Paris. Ces critiques furent reprises par les bolchéviques qui reprochaient au Hollandais de négliger la nécessité selon eux de remplacer par un nouveau l'ancien pouvoir d'État. Pannekoek avait répondu par avance à ce type de critique en faisant remarquer que ce qui est justifié dans une phase donnée ne l'est plus nécessairement dans une autre et que c'est la lutte de classe elle-même qui détermine, en dernier ressort, la forme de l'organisation sociale. Pour Pannekoek, il fallait détruire l'État au plus vite.

## Participation au mouvement radical après 1914
Avec la déclaration de guerre allemande de 1914, la social-démocratie est submergée par une vague de nationalisme. Pannekoek rentre aux Pays-Bas et participe aux activités des divers groupes radicaux, plus particulièrement à celles des tribunistes. Ceux-ci, par exemple, participèrent à la célèbre conférence de Zimmerwald en septembre 1915, qui décida la publication d'organes communs.
Henriette Roland-Holst et Pannekoek prennent la direction de la revue de langue allemande Vorbote qui ne connaitra que deux numéros et à laquelle collaboreront divers radicaux dont Lénine. Au contraire de ce dernier qui propose comme but un retour à la vieille tactique orthodoxe du marxisme, c'est-à-dire à celle des gauches d'avant-guerre, le Hollandais veut faire appel aux actions de masse pour dégager le socialisme nouveau qu'exige le caractère nouveau du capitalisme moderne. On voit ici se dégager l'idée de gestion de la société future, mais profondément transformée.
Cette période était, on s'en doute, assez agitée. À partir de 1916 des mouvements sauvages commencent à faire leur apparition. Il leur correspond la formation de nouveaux groupes politiques dont le plus important sera le Spartakusbund. Un autre, celui des Intemationalen Kommunisten Deutschlands (Communistes internationalistes d'Allemagne) de Brème se pose des questions plus théoriques sur l'organisation. Il rompt avec la social-démocratie et veut rompre aussi avec ses méthodes. La discussion s'étend dans leur organe légal, qui ouvre ses colonnes à Karl Radek, Grigory Zinoviev et Pannekoek.
C'est dans cette atmosphère qu'arrive la nouvelle de la révolution russe. Elle est accueillie avec enthousiasme. En Hollande, les tribunistes connaissaient des dissensions internes qui apparaissaient en filigrane dans les articles que Pannekoek consacre à la révolution russe. En effet celui-ci justifie l'action des bolchéviques contre les critiques feutrées de la droite du petit parti, mais bien entendu, il maintient que l'avenir de la révolution russe dépend du développement de la révolution en Europe occidentale.
La révolution allemande éclate en 1918 et se répand comme une trainée de poudre. Elle entraine la création de conseils d'ouvriers et de soldats. Mais ceux-ci présentent bien des caractères ambigus. Dans la réalité ils sont entre les mains du SPD et n'ont pas véritablement constitué l'organe de lutte élaboré par la classe elle-même. Celle-ci dans sa grande majorité s'en remet aux dirigeants traditionnels et, à y regarder de près, les conseils vidés de tout pouvoir réel, apparaissent comme une sorte de contre-feu entretenu avec prudence par les autorités, au sein desquelles figurent maintenant les cadres socialistes et syndicaux. Mais la situation offre pourtant des possibilités d'action plus grande aux extrémistes qui, encore et toujours, prônent l'auto-éducation des masses par et dans l'action. Il faut toutefois bien se rendre compte que leur influence s'arrête le plus souvent aux portes des usines. Cependant les divers groupuscules, non sans réticence, finissent par s'unir et créer, en 1919, le Parti communiste d'Allemagne (KPD). Il est remarquable que ce parti se prononçât contre la participation aux élections, en dépit de la prise de position contraire de Rosa Luxemburg et Karl Liebknecht.
Il va de soi qu'au cours de cette période révolutionnaire les idées évoluaient rapidement. En particulier, les conseils faisaient l'objet de nombreuses discussions tant publiques qu'écrites. On essayait de dégager les perspectives ouvertes par la nouvelle forme d'organisation, en essayant de dépasser les ambiguïtés que la situation réelle présentant. Bien évidemment Pannekoek prit sa part, bien qu'en Hollande, dans cette discussion.
C'est dans le contexte de la création du Kommunistiche Arbeiter Parti Deutschlands (Parti communiste ouvrier d'Allemagne, KAPD) que Pannekoek rédigea, pour le deuxième congrès de la Troisième Internationale, sa brochure Révolution mondiale et tactique communiste (mars 1920).
Cette brochure s'articule sur deux plans : l'un est une tentative d'analyse de la révolution russe proprement dite, vue comme le point de départ des révolutions de l'Asie contre le Capital occidental, l'autre est une critique du socialisme radical.
Ce dernier, renouant avec la tradition de la gauche du parti social-démocrate, voulait utiliser la tactique radicale mais restait en fait lié aux formes traditionnelles, celles du parlementarisme et du syndicalisme. Pannekoek peut donc à bon droit prédire l'échec de toutes tentatives de front populaire simplement par analogie avec le passé : au mieux elles aboutiraient à l'impuissance et à la faillite, au pire elles deviendraient un facteur de désagrégation des forces révolutionnaires.
En ce qui concerne la Russie, tout dépend de la révolution en Europe de l'Ouest et en Amérique. En effet l'arriération du pays rend inévitable l'apparition d'une bureaucratie d'État et d'entreprise qui, fusionnant avec l'ancienne, amènera un nouveau pouvoir des chefs. Ceux-ci seront, de plus en plus, forcés de pactiser avec le capitalisme pour assurer la durée de la Russie. C'est pourquoi il faut exiger que l'Internationale soit libérée de toute ingérence de Moscou.
À partir de ce moment, on peut dire que les grandes lignes de la critique que Pannekoek va adresser à la social-démocratie en général (sous sa forme classique comme léniniste), sont maintenant tracées. Elle s'articule autour d'une attaque de ce principe de base de toute société d'exploitation : il faut quelqu'un pour commander. Mais Pannekoek raisonnera en fonction des formes d'organisation nouvelles, apparues dans la grande crise révolutionnaire du début du siècle.
Après 1921 l'argent commence à manquer pour les publications de gauche et le nom de Pannekoek disparait ou presque des revues et publications politiques. Il retourne principalement à l'astronomie. Mais il ne s'agit pas d'une renonciation à la lutte, simplement les temps ont changé. Tout en restant lié à ce qu'il reste du mouvement, Pannekoek en vient maintenant à des préoccupations moins immédiates et se consacre à la réflexion plus profonde.

## L'idée des Conseils
Avec 1921 commence l'écroulement du mouvement révolutionnaire. Seuls quelques groupuscules subsistent, comme le Groep van Internationale Communisten (groupe des communistes internationaux) auquel Pannekoek participa.

C'est comme contribution aux activités de ce groupe qu'il écrivit Lénine Philosophe, publié en 1938 sous le nom de J. Harper. Dans cette brochure, non seulement Pannekoek donne son analyse de la révolution russe, mais en critiquant l'ouvrage philosophique de Lénine Matérialisme et empiriocriticisme montre le caractère de matérialiste bourgeois de celui-ci et expose ses propres conceptions du marxisme et de la théorie de la connaissance. Il y critique également fortement la conception du parti du léninisme : 
Le système économique de la Russie est le capitalisme d'Etat, appelé là-bas socialisme d'Etat ou même parfois communisme, ou la production est dirigée par une bureaucratie d'Etat sous les ordres de la direction du Parti communiste. Cette bureaucratie d'Etat, les hauts fonctionnaires, qui forment la nouvelle classe dirigeante, dispose directement de la production, donc de la plus-value, alors que les ouvriers ne reçoivent que des salaires, constituant ainsi une classe exploitée. [...] D'après le Parti communiste, une révolution analogue est nécessaire dans les pays capitalistes avancés, la classe ouvrière étant la force active, qui amènera la chute de Ia bourgeoisie et l'organisation de la production par une bureaucratie d'Etat. La Révolution russe n'a pu vaincre que parce que les masses étaient dirigées par un parti bolchevik uni et très discipliné, et parce que dans le parti c'est la perspicacité infaillible et l'assurance inébranlable de Lénine et de ses amis qui montraient à tous la bonne voie. Il faut donc que dans la révolution mondiale, les ouvriers suivent le Parti communiste, lui laissent la direction de la lutte et, après la victoire, le gouvernement; les membres du parti doivent obéir à leurs chefs dans la plus stricte des disciplines. Tout dépend donc de ces chefs du parti capables et qualifiés, de ces révolutionnaires éminents et expérimentés; il est absolument indispensable que les masses croient que le parti et ses chefs ont toujours raison. [...] Le but du Parti communiste - ce qu'il appelle la révolution mondiale - est d'amener au pouvoir, en utilisant les ouvriers comme force de combat, une catégorie de chefs qui pourront ensuite mettre sur pied, au moyen du pouvoir d'Etat, une production planifiée; ce but, dans son essence, coïncide avec le but final de la social-démocratie. [...]

Le Parti communiste, bien qu'il puisse perdre du terrain chez les ouvriers, tente de former avec les socialistes et les intellectuels un front uni, prêt, à la première crise importante du capitalisme, à prendre le pouvoir sur les ouvriers et contre eux. Le léninisme et son manuel philosophique servira alors, sous le nom de marxisme, à intimider les ouvriers et à s'imposer aux intellectuels, comme un système de pensée capable d'écraser les puissances spirituelles réactionnaires. Ainsi la classe ouvrière en lutte, s'appuyant sur le marxisme, trouvera sur son chemin cet obstacle : la philosophie léniniste, théorie d'une classe qui cherche à perpétuer l'esclavage et l'exploitation des ouvriers.
Anton Pannekoek publie en 1936 un article intitulé Les conseils ouvriers, où il y expose le rôle crucial des assemblées démocratiques de travailleurs durant un processus révolutionnaire socialiste. Il y critique ainsi l'idée d'une révolution léniniste menée par un parti politique d'avant-garde révolutionnaire et disciplinée.
Les communistes de conseils allemands et hollandais, dont fait partie Anton Pannekoek, critiquent la vision léniniste et bolchevique du parti et de la dictature du prolétariat en Union soviétique dès les années 1920. Anton Pannekoek considère que la dictature du prolétariat s'incarne par les conseils ouvriers. Quand il y a des élections, les élus sont alors des délégués révocables à tout instant (mandat impératif). Les conseils ouvriers, dès le début de la révolution, contribuent au dépérissement de l'État. Pour Pannekoek, les conseils sont en même temps le garant de la montée du communisme dans le processus révolutionnaire. Contrairement à la logique de Lénine optant pour un parti d'avant-garde de professionnels prenant le contrôle de l'appareil d'État, Pannekoek considère que ce qui doit organiser la révolution sous la dictature du prolétariat sont les conseils ouvriers démocratiques :
« L'organisation conseilliste incarne la dictature du prolétariat. Il y a plus d'un demi-siècle, Marx et Engels ont expliqué comment la révolution sociale devait amener la dictature du prolétariat et comment cette nouvelle expression politique était indispensable à l'introduction de changements nécessaires dans la société. Les socialistes qui ne pensent qu'en termes de représentation parlementaire, ont cherché à excuser ou à critiquer cette infraction à la démocratie et l'injustice qui consiste selon eux à refuser le droit de vote à certaines personnes sous prétexte qu'elles appartiennent à des classes différentes. Nous pouvons voir aujourd'hui comment le processus de la lutte de classes engendre naturellement les organes de cette dictature : les soviets [les conseils].
[...]

A partir du moment où le mouvement révolutionnaire acquiert un pouvoir tel que le gouvernement en est sérieusement affecté, les conseils ouvriers deviennent des organes politiques. Dans une révolution politique, ils incarnent le pouvoir ouvrier et doivent prendre toutes les mesures nécessaires pour affaiblir et pour vaincre l'adversaire. Tels une puissance en guerre, il leur faut monter la garde sur l'ensemble du pays, afin de ne pas perdre de vue les efforts entrepris par la classe capitaliste pour rassembler ses forces et vaincre les travailleurs. Ils doivent en outre s'occuper de certaines affaires publiques qui étaient autrefois gérées par l'Etat : la santé et la sécurité publique, de même que le cours interrompu de la vie sociale. Ils ont enfin à prendre la production en main, ce qui représente la tâche la plus importante et la plus ardue de la classe ouvrière en situation révolutionnaire. [...] Et de même, dans la révolution prolétarienne, la nouvelle classe montante doit-elle créer ses nouvelles formes d'organisation qui, petit à petit, au cours du processus révolutionnaire, viendront remplacer l'ancienne organisation étatique. En tant que nouvelle forme d'organisation politique, le conseil ouvrier prend finalement la place du parlementarisme, forme politique du régime capitaliste. [...] Engels avait écrit que l'État disparaîtrait avec la révolution prolétarienne ; qu'au gouvernement des hommes succéderait l'administration des choses. A l'époque, il n'était guère possible d'envisager clairement comment la classe ouvrière prendrait le pouvoir. Mais nous avons aujourd'hui la preuve de la justesse de cette vue. Dans le processus révolutionnaire, l'ancien pouvoir étatique sera détruit et les organes qui viendront le remplacer, les conseils ouvriers, auront certainement pour quelque temps encore des pouvoirs politiques importants afin de combattre les vestiges du système capitaliste. Toutefois, leur fonction politique se réduira graduellement en une simple fonction économique : l'organisation du processus de production collective des biens nécessaires à la société. »
Pannekoek écrit par la suite un livre intitulé Les Conseils ouvriers, publié après la Seconde Guerre mondiale.

## Œuvre
Les œuvres d'Anton Pannekoek ont connu plusieurs traductions et publications en langue française.

### Ouvrages
- Social-démoratie et communisme [« Sozialdemokratie und Kommunismus »], Bruxelles, Éditions de L’Ouvrier communiste, 1920, 32 p.Sous le pseudonyme de Karl Horner
- Lénine philosophe (trad. Daniel Saint-James, Claude Simon), Paris, Spartacus, 1970, 122 p.
- Nation et lutte de classe [« Klassenkampf und Nation »] (trad. Claudie Weill), Paris, Union générale d'éditions, coll. « 10/18 », 1977, 189 p.
- Les Conseils ouvriers [« Worker's councils »], t. I : La tâche, la lutte, la pensée, Paris, Spartacus, 1982 (réimpr. 2010), 224 p. (lire en ligne)
- Les Conseils ouvriers [« Worker's councils »], t. II : L'ennemi, la guerre, la paix, Paris, Spartacus, 1982, 179 p. (lire en ligne)
- Démocratie, fascisme, national-socialisme, La Bussière, Acratie, 1998, 60 p.Trois chapitres des Conseils ouvriers
- Darwinisme et marxisme [« Darwinismus und Marxismus »], Paris, Arkhê, 2011, 247 p. (lire en ligne)
- Lénine philosophe : édition totalement révisée [« Lenin als Philosoph »] (trad. Philippe Bourrinet), Bois-Colombes, Philippe Bourrinet, 2014, 215 p. (lire en ligne)

### Textes
- « Le développement de la révolution mondiale et la tactique du communisme » [« Die Entwicklung der Weltrevolution und die Taktik des Kommunismus »] (trad. Serge Bricianer), Invariance, 2e série, no 7,‎ juillet-septembre 1969, p. 51-80
- « Le syndicalisme », dans La contre-révolution bureaucratique (trad. de l'anglais par Louis Collet, Adam Smith), Paris, Union générale d'éditions, coll. « 10/18 », 1973 (lire en ligne), p. 91-106
- « Les conseils ouvriers », dans La contre-révolution bureaucratique (trad. de l'anglais par Louis Collet, Adam Smith), Paris, Union générale d'éditions, coll. « 10/18 », 1973, p. 157-168
- « Au sujet du parti communiste », dans La contre-révolution bureaucratique (trad. de l'anglais par Louis Collet, Adam Smith), Paris, Union générale d'éditions, coll. « 10/18 », 1973, p. 169-183
- « La Propriété publique et la propriété commune » [« Public Ownership and Common Ownership »], Études de marxologie, nos 21-22,‎ juin 1981 (lire en ligne)
- « Le Matérialisme historique » [« Het historisch materialisme »], sur marxists.org